# Rimini Calcio 1973-1974
Questa voce raccoglie le informazioni riguardanti il Rimini Calcio nelle competizioni ufficiali della stagione 1973-1974.

## Rosa
| N. |                   | Ruolo | Calciatore          |
| -- | ----------------- | ----- | ------------------- |
|    | Italia (bandiera) | D     | Alfiero Agostinelli |
|    | Italia (bandiera) | A     | Giovanni Asnicar    |
|    | Italia (bandiera) | C     | Walter Berlini      |
|    | Italia (bandiera) | C     | Nicola Bovari       |
|    | Italia (bandiera) | P     | Idio Cassani        |
|    | Italia (bandiera) | C     | Giordano Cinquetti  |
|    | Italia (bandiera) | A     | Loris De Carolis    |
|    | Italia (bandiera) | D     | Franco Franchini    |
|    | Italia (bandiera) | A     | Sauro Frutti        |

| N. |                   | Ruolo | Calciatore          |
| -- | ----------------- | ----- | ------------------- |
|    | Italia (bandiera) | P     | Claudio Galassi     |
|    | Italia (bandiera) | C     | Giuseppe Lorenzetti |
|    | Italia (bandiera) | D     | Ivano Melotti       |
|    | Italia (bandiera) | D     | Giulio Natali       |
|    | Italia (bandiera) | C     | Guido Quadrelli     |
|    | Italia (bandiera) | C     | Giovanni Rosati     |
|    | Italia (bandiera) | C     | Renzo Rossi         |
|    | Italia (bandiera) | D     | Gianfranco Sarti    |
|    | Italia (bandiera) | A     | Franco Varrella     |